# تأثير جوكوي

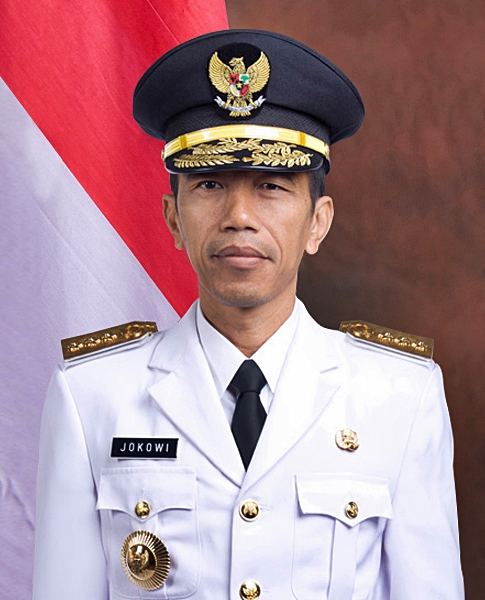

تأثير جوكوي (بالإندونيسية: Efek Jokowi) هو مصطلح صِيغ لوصف تأثير شعبية وسائل الإعلام لحاكم جاكرتا جوكو ويدودو (أو جوكوي) على السياسة الإندونيسية والاقتصاد الإندونيسي. عندما تم إعلان جوكو كمرشح رئاسي في الانتخابات الرئاسية الإندونيسية لعام 2014، يُعتقد أن شعبية الحزب الديمقراطي الإندونيسي - النضال عززت عدديًا إلى 30٪ في الانتخابات التشريعية الإندونيسية 2014. في الوقت نفسه وفيما يتصل بسوق رأس المال قيل إن التأثير قد حفز سوق الأسهم الإندونيسي والروبية للانتعاش والارتفاع، لأن جوكوي كان له سجل حافل في إدارة جاكرتا.